# Bócsi Krisztián
Bócsi Krisztián (Mátészalka, 1974. szeptember 2. –) magyar fotográfus, kulturális antropológus. 

## Élete, munkássága
Általános iskolai tanulmányait Mátészalkán, az akkori 5. számú – ma Képes Géza nevét viselő – iskolában végezte, majd az Esze Tamás Gimnáziumban érettségizett. 1995-ben Budapesten a MÚOSZ Bálint György Újságíró Iskolában szerzett fotóriporter képesítést. 2002-ben vette át kulturális antropológus diplomáját a Miskolci Egyetem Bölcsészettudományi Karán, ahol vizuális kultúra tanári és muzeológus szakirányú oklevelet is szerzett. Tagja a Magyar Újságírók Országos Szövetségének és az Aldebaran Társadalomtudományi Kutatóműhelynek. 2005 óta készít felvételeket a Miskolci Nemzeti Színház produkcióiról. 2024-ben a 42. Magyar Sajtófotó Pályázat zsűritagja volt.  
Családjával Berlinben él és dolgozik. 

## Hazai sajtópublikációk
- 168 óra, Észak Magyarország, Fotóművészet, Fotós szem, Fotóriporter, Hócipő, HVG, Magyar Narancs, Muzsika, Partium, Új Holnap.

## Külföldi sajtópublikációk
- Der Spiegel, Die Zeit, Financial Times, Fortune, Geo, Handelsblatt, Le Figaro, Le Monde, National Geographic, The New York Times, The Wall Street Journal, The Washington Post, Time, Vanity Fair.

## Könyv publikációk
- 1998 – Körülírt képek (szerk.: Bán András). Magyar Művelődési Intézet – Miskolci Galéria.
- 2001 – Az év fotói (szerk. Bánkuti András). Viva Média.
- 2003 – Az év fotói (szerk. Aknay Csaba). MÚOSZ - MFT.
- 2003 – Tabula. A Néprajzi Múzeum periodikája.
- 2004 – Új Holnap. Irodalmi, művészeti folyóirat.
- 2004 – Choice. A Credit Suisse Masterclass könyve, Herald Kiadó
- 2004 – Az év fotói (szerk. Bánkuti András).
- 2005 – Birokra kelni a valósággal. Vizuális antropológiai esettanulmányok (Török Zsuzsannával közösen). Látó Ember Könyvek 3., Aldebaran Kutatóműhely, Miskolc.
- 2005 – Melocco. (Melocco Miklós életművét bemutató album), Helikon Kiadó.
- 2006 – Vendégváró könyvsorozat – Borsod-Abaúj-Zemplén megye. Well-Press Kiadó.
- 2009 – Miskolc máskép(p) - Miskolc Autrement (Mathilde Mestrallet-vel közösen). Miskolc.
- 2011 – Az ember tragédiája. Egy előadás születése-színről színre (Vidnyánszky Attilával és Bérczes Lászlóval közösen). Helikon Kiadó.

## Díjai, elismerései
- 1993 – Magyarországi Nemzeti és Etnikai Kisebbségekért Közalapítvány ösztöndíja
- 1995 – Az Európai Kisebbségek Fesztiválján megrendezett fotópályázat II. díja
- 1996 – Az NKA Fotóművészeti Szakmai Kollégiumának munkaösztöndíja
- 1997 – A Kocsis-Hauser Művészeti Alapítvány I. díja
- 1998 – A Kocsis-Hauser Művészeti Alapítvány I. díja
- 2003 – Miskolc Megyei Jogú város Mecénás ösztöndíja
- 2003 – NKA Fotóművészeti Szakmai Kollégiumának munkaösztöndíja
- 2004 – Transatlantic Culture Exchange – Credit Suiss Masterclass ösztöndíja
- 2005 – A XXIII. Magyar Sajtófotó Pályázat különdíja
- 2005 – Pécsi József fotóművészeti ösztöndíj
- 2006 – XXIV. Magyar Sajtófotó Pályázat a Megyékben dolgozó, legjobb teljesítményt nyújtó fotóriporter különdíja és III. díj művészet (sorozat) kategóriában
- 2007 – XXV. Magyar Sajtófotó Pályázat II. díj művészet (sorozat) kategóriában
- 2007 – Pécsi József Fotóművészeti ösztöndíj
- 2008 – Strasbourg város pályázata
- 2010 – Goethe Institute Istanbul pályázat
- 2012 – Moholy-Nagy fotográfiai ösztöndíj
- 2012 – XXXI. Magyar Sajtófotó Pályázat II. díj emberábrázolás-portré (sorozat) kategóriában
- 2017 – Rückblende – Német sajtófotó I. díj
- 2019 – Rückblende – Német sajtófotó különdíj
- 2020 – Wellcome fotózási pályázat szűkített lista
- 2021 – VG Bildkunst fotópályázat, Magyar Kulturális Alap fotózási ösztöndíja

## Fontosabb egyéni kiállítások
- 1994 – Szatmári Múzeum, Mátészalka
- 1996 – Miskolci Egyetem
- 2001 – Nyíregyházi Fotóklub Galériája
- 2002 – Szünet Galéria, Békéscsaba
- 2003 – Budapest Galéria Kiállítóháza
- 2004 – Miskolci Galéria
- 2004 – Savaria Múzeum, Szombathely
- 2004 – Bulgakov Galéria, Kolozsvár
- 2005 – Szatmári Múzeum, Mátészalka
- 2006 – Városi Galéria, Tiszaújváros
- 2015 – Miskolci Galéria, Rákóczi-ház
- 2019 – Collegium Hungaricum Berlin, Moholy-Nagy László Galéria

## Fontosabb csoportos kiállítások
- 1994 – Miskolci Galéria, Fiatal Magyar Fotó ’95
- 1995 – Városháza, Budapest Ifjúsági tolerancia kampány
- 1997 – Magyar Fotográfiai Múzeum, Kecskemét, Az árnyék
- 1997 – Dom Kultury, Katowice, Antropológiai fotók
- 1998 – Lublini Egyetem Galériája
- 2003 – Fonó, Budapest
- 2003 – Néprajzi Múzeum, Budapest, Sajtófotó kiállítás
- 2003 – Képzőművészeti Főiskola Galériája, Kolozsvár
- 2004 – Dialektus filmfesztivál, Budapest
- 2004 – Országos Színházi Találkozó, Pécs
- 2005 – Miskolci Galéria
- 2005 – Művészetek Palotája, Sajtófotó kiállítás
- 2006 – Művészetek Palotája, Sajtófotó kiállítás
- 2008 – Miskolci Galéria (Mathilde Mestrallet-vel és Kocsis Zoltánnal közösen)
- 2010 – Millenáris, Félúton – Törökország, Sopronyi Gyulával közösen

## Külső hivatkozások
- Bócsi Krisztián honlapja.